# Lotus Mark I

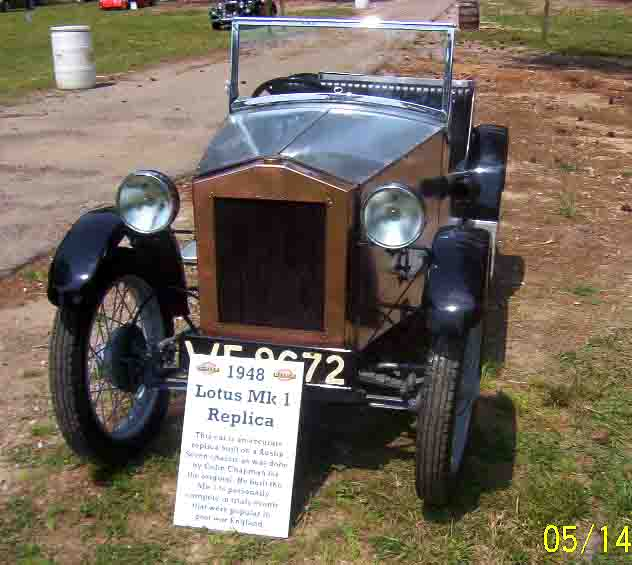
Réplique de la Lotus Mark I.

La Lotus Mark I est la première automobile conçue et construite par Colin Chapman en 1948.
Ce premier véhicule construit par le fondateur de Lotus est actuellement perdu, et la marque souhaite ardemment le retrouver à l'occasion de ses 70 années d'existence.